# Attraction fatale (film, 2003)
Pour les articles homonymes, voir Attraction fatale.
Pour plus de détails, voir Fiche technique et Distribution.
Attraction fatale (espagnol : El punto sobre la I, anglais : Dot the I) est un thriller psychologique hispano-britannique écrit et réalisé par Matthew Parkhill, sorti en 2003.

## Synopsis
Carmen, danseuse de flamenco, est une Espagnole qui vit à Londres. Elle est sur le point de se marier à Barnaby, un rentier anglais réservé qui veut la protéger de son passé. Sa vie bascule lorsqu'elle rencontre Kit, un séduisant brésilien qui rêve d'être acteur, le soir de son enterrement de vie de jeune fille. Le coup de foudre est immédiat. Une liaison torride commence entre eux...

## Fiche technique
- Titre original espagnol : El punto sobre la I (Espagne) ou Obsesión (Argentine)
- Titre original anglais : Dot the I
- Titre français : Attraction fatale
- Réalisation et scénario : Matthew Parkhill
- Montage : Jon Harris
- Musique : Javier Navarrete
- Photographie : Affonso Beato
- Production : George Duffield et Meg Thomson
- Sociétés de production : Alquimia Cinema, Arcane Pictures et Summit Entertainment
- Sociétés de distribution : Artisan Entertainment
- Pays de production :  Espagne,  États-Unis,  Royaume-Uni
- Langue : Anglais
- Format : Couleurs
- Genre : Thriller érotique
- Durée : 92 minutes
- Dates de sorties en salles : 
  - Espagne : 31 octobre 2003
  - France : 25 février 2004
  - États-Unis : 11 mars 2005

## Distribution
- Gael García Bernal (VF : Taric Mehani) : Kit Winter
- Natalia Verbeke (VF : Emmanuelle Rivière) : Carmen Colazzo
- James d'Arcy (VF : Constantin Pappas) : Barnaby F. Caspian
- Tom Hardy (VF : Ludovic Baugin) : Tom
- Charlie Cox (VF : Adrien Antoine) : Théo
- Michael Webber (VF : Patrick Raynal) : Landlord
- Len Collin (VF : Christian Pélissier) : Hotel Security
- Jonathan Kydd (VF : Patrick Mancini) : Burger Bar Manager
- Michael Nardone (VF : Patrick Mancini) : Detective 2
- Yves Aubert : Maitre D'
- Myfanwy Waring : L'amie de Carmen
- John Pearson : Le père de Kit